# Trachyboa boulengeri
Espèce
Statut CITES
Trachyboa boulengeri est une espèce de serpents de la famille des Tropidophiidae.

## Répartition
Cette espèce se rencontre à Panama, en Équateur et en Colombie.

## Étymologie
Cette espèce est nommée en l'honneur de George Albert Boulenger.

## Publication originale
- Peracca, 1910 : Descrizione di alcune nuove specie di Ofidii del Museo Zoologico della R.a Universita di Napoli. Annuario del Museo Zoologico della R. Università di Napoli,  ser. 3, vol. 12, p. 1-3.